# Parodontie
 (novembre 2023).
Si vous disposez d'ouvrages ou d'articles de référence ou si vous connaissez des sites web de qualité traitant du thème abordé ici, merci de compléter l'article en donnant les références utiles à sa vérifiabilité et en les liant à la section « Notes et références ».
Wikipédia ne donne pas d'avis médical : seul un professionnel (médecin, pharmacien, etc.) est habilité à le faire.

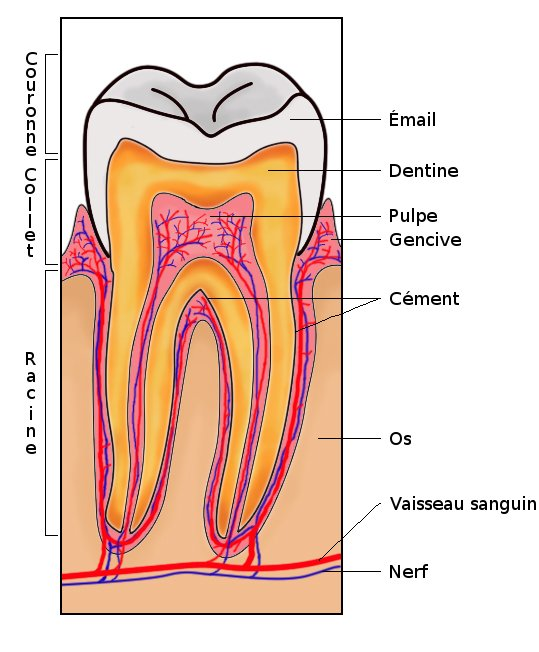
section de dent

La parodontie est la partie de la dentisterie qui est spécialisée dans le traitement du parodonte, c'est-à-dire les tissus de soutien de la dent : gencive, tissu osseux, cément et ligament parodontal.
Les maladies parodontales sont dues en général à des infections bactériennes. Les articles scientifiques étudiant le rôle des virus et des protozoaires dans la parodontite ne permettent pas actuellement de prouver leur implication dans l'étiopathogénie de cette maladie. Porphyromonas gingivalis, mais également la gingipaïne figurent parmi les causes possibles.
Le parodontiste prévient, diagnostique et traite les gingivites et les parodontites, ainsi que leurs séquelles. Il assure également le remplacement des dents absentes par les techniques de greffes osseuses et de chirurgie implantaire. Il traite aussi les récessions gingivales par les techniques de chirurgie plastique parodontale de recouvrement radiculaire.

## Traitements
Il existe plusieurs phases de traitement : un changement comportemental visant à contrôler la plaque dentaire et éliminer les facteurs de risques individuels, une phase de traitement mécanique visant à éliminer la plaque et le tartre non accessible à l'hygiène individuelle du patient, une phase chirurgicale visant à soulever un lambeau sous anesthésie locale afin notamment d'éliminer le tissu inflammatoire et remodeler l'anatomie locale. Une dernière phase de maintenance parodontale permettra de pérenniser les résultats obtenus en matière d'élimination des poches parodontales.

### Traitement étiologique

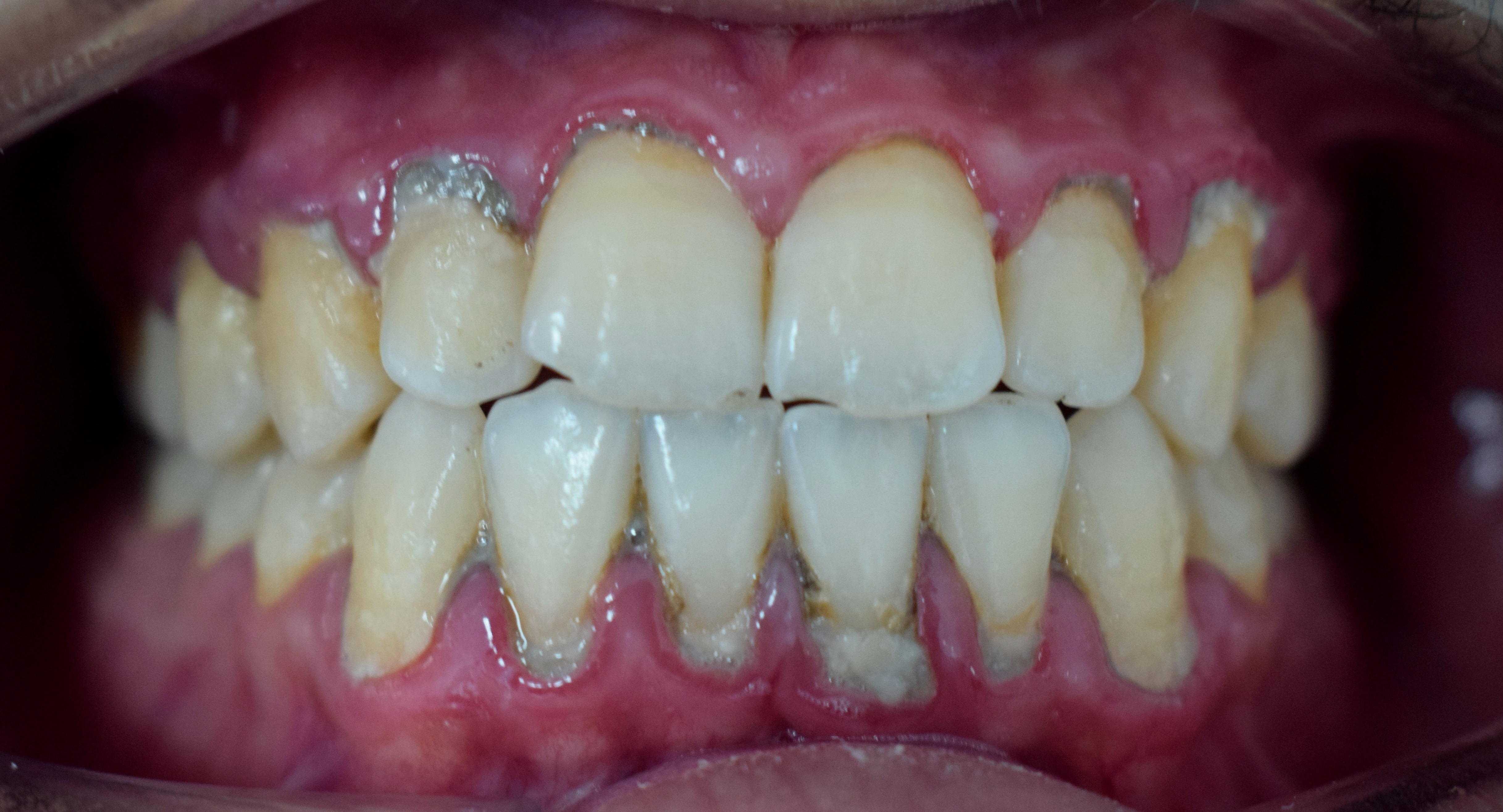
La plaque dentaire se depose à la surface du tartre dentaire

Le traitement étiologique est le premier à être entrepris.
- Hygiène bucco-dentaire rigoureuse du patient.
C'est le préalable à tout traitement parodontal. Aucun traitement ne pourra être efficace en l'absence d'une bonne hygiène dentaire.
L'hygiène dentaire doit être pratiquée quotidiennement (le moment importe peu) et comporte l'usage de brossettes interdentaires, de bâtonnets interdentaires ou de fil interdentaire pour le nettoyage des faces latérales des dents. Ensuite, les dents sont brossées (faces externes et internes) à l'aide d'une brosse à dents. On utilisera de préférence une brosse à dents souple, avec la technique du « rouleau » (de la gencive vers la dent).

- Détartrage.
Le tartre est éliminé par le dentiste ou l'hygiéniste dentaire à l'aide d'instruments à ultrasons (détartreur) ou manuels (curettes).

- Surfaçage radiculaire.
Le surfaçage radiculaire est, le plus souvent réalisé sous anesthésie locale. Il est réalisé par quadrants ou par sextants.

### Traitement curatif = chirurgical
Lorsque la maladie est trop avancée, elle nécessite un traitement plus poussé, afin de rétablir la situation ou atténuer la dégradation en cours.
- Détartrage/surfaçage à ciel ouvert (chirurgie d'assainissement parodontal).
Le dentiste (ou le parodontologue) réalise un lambeau pour accéder directement à la surface de la racine à traiter. Dans certains cas, des techniques de comblement seront proposées. Il s'agit de regagner de la hauteur d'os, en utilisant des matériaux ostéo-inducteurs.
- Régénération tissulaire guidée.
Technique cherchant à régénérer les tissus du parodonte.

### Traitement laser
La plupart des lasers, quel que soit leur type, permettent de désinfecter les poches parodontales. Les lasers ont également un effet de biostimulation sur les tissus.[évasif]
Cependant, ce traitement est controversé. La supériorité du traitement laser par rapport au traitement conventionnel manuel (curetage ou surfaçage radiculaire) n'est démontré par aucune étude . Aucun des trois organismes canadien (Canadian Academy of Periodontology), américain (American Academy of Periodontology) et français (Société Française de Parodontologie et d'Implantologie Orale) ne recommande l'utilisation du laser dans le traitement des maladies parodontales.

### Traitement symptomatique
Le traitement symptomatique consiste à traiter les signes visibles de la maladie. Il est utilisé soit en complément du traitement étiologique, soit pour atténuer les signes résiduels à la fin du traitement symptomatique, en particulier les mobilités dentaires.

### Traitement médical
Le traitement médical consiste à éliminer l'infection et débarrasser la gencive des bactéries et des parasites pathogènes qui pullulent avec l'inflammation dans le sillon gingival. Puis éviter la ré-infection, souvent d'une personne à l'autre par contact direct,.
Le diagnostic s'appuie essentiellement sur des signes cliniques. Le bilan radiographique permet d'évaluer la perte de substance osseuse qui n'apparait qu'au delà d'un certain stade de la maladie.
Le diagnostic peut également se faire à partir d'un examen de la plaque dentaire à l'aide du microscope à contraste de phase chez votre dentiste.
Cependant l'utilisation du microscope à contraste de phase est déconseillé depuis 1989 par l'American Academy of Periodontology,. En effet, le diagnostic obtenu ne serait pas fiable,.

### Thérapeutique parodontale de soutien
Lorsqu'à la réévaluation des traitements mécaniques et chirurgicaux les objectifs de traitement ont été atteints — élimination des poches parodontales, gain d'attache, etc. — une thérapeutique de soutien individuelle est assurée par le chirurgien-dentiste ou l'hygiéniste afin de contrôler l'absence de récidive et de gérer celles-ci.
Cette thérapeutique consiste à réaliser un sondage des sites vulnérables et un détartrage systématiquement tous les trois à six mois.

### Traitement médicamenteux
Des traitements médicamenteux existent dans d'autres pays, dont certains basés sur des médecines traditionnelles ou la phytothérapie. C'est le cas de la berbérine.[pas clair]